# Пасош Белгије
Пасош Белгије је јавна путна исправа која се држављанину Белгије издаје за путовање и боравак у иностранству, као и за повратак у земљу. 
За време боравка у иностранству, путна исправа служи њеном имаоцу за доказивање идентитета и држављанства Белгије. Пасош Белгије се издаје за неограничен број путовања.

## Језици
Пасош је исписан немачким, низоземским и француским језиком као и личне информације носиоца.